# Dicranomyia (Neolimnobia) tricincta textrina
Dicranomyia (Neolimnobia) tricincta textrina is een ondersoort van de tweevleugelige Dicranomyia (Neolimnobia) tricincta uit de familie steltmuggen (Limoniidae). De ondersoort komt voor in het Neotropisch gebied.